# Consolamentum
El Consolamentum era el único sacramento administrado por los cátaros, una especie de bautismo, comunión y extremaunción juntas. De modo diferente que en los sacramentos de la Iglesia Católica, este bautismo no necesitaba agua, se requerían únicamente algunas palabras y el evangelio de San Juan. Esto se debe a que los cátaros eran seguidores de una Iglesia alternativa a la Iglesia Católica, dualista, gnóstica sin jerarquía, que según ellos fue iniciada por San Juan y Santa María Magdalena. No participaban en los sacramentos católicos, ya que detestaban a la Iglesia de Roma. Según los cátaros, el consolamentum era el bautismo del Espíritu Santo. Este ritual fue tomando diversas formas y proviene, en su origen, de algunos grupos sectarios cristianos que desconocían toda jerarquía eclesiástica.
Pese a que el consolamentum era un único sacramento, era administrado en dos circunstancias diferentes. La primera era solo para los creyentes más fieles y abnegados. Se administraba a iniciados ascetas de ambos sexos que habían llegado a la edad adulta, los cuales, una vez bautizados, se convertían en Parfait («Perfectos»). Los Parfait debían ser vegetarianos, célibes y dedicar sus vidas a viajar y enseñar las doctrinas cátaras. Los Parfait eran los líderes de la comunidad cátara. 
La gran mayoría de la población no recibía el consolamentum hasta la hora de su muerte. Una vez que se administraba este sacramento a los moribundos, a estos se les asignaban idénticas  tareas que a los perfectos, si bien es obvio que no se esperaba de ellos que fueran a viajar o predicar anunciando su doctrina desde su lecho de muerte. 
Esto permitía a muchos creyentes ser perdonados de sus pecados y placeres mundanales durante su vida terrenal y recibir la absolución poco antes de morir, ya que era imprescindible recibir este sacramento para poder ser salvado.
En algunos casos, durante los últimos años de los cátaros (antes de que fueran condenados por herejía) el enfermo que estaba a punto de morir iniciaba un ayuno total tras recibir el consolamentum. Esta práctica se conocía como endura, y era una forma de ritual de suicidio para asegurarse el tránsito a la nueva vida y la reunificación con el Dios del bien. Este ayuno era una alternativa válida para ganarse el consolamentum.
Sin embargo, una escuela gnóstica conocida como Lectorium Rosicrucianum, señala que la endura no es un suicidio y nada tiene que ver con la muerte física, por el contrario es una muerte mística, es la entrega del yo en auto-ofrenda, es la muerte del yo [cita requerida], una entrega del alma mortal y perecedera para el renacimiento de un alma inmortal e imperecedera y la entrada en una nueva vida, perfecta, santificada, para el servicio a la humanidad.